# Wladimir Petrowitsch Manejew
Wladimir Petrowitsch Manejew (russisch Владимир Петрович Манеев; * 5. Februar 1932 in Nowokusnezk, Region Kemerowo, Sowjetunion; † 8. Januar 1985 ebenda) war ein sowjetischer Ringer. Er wurde 1955 Weltmeister und gewann bei den Olympischen Spielen 1956 in Melbourne die Silbermedaille jeweils im griechisch-römischen Stil im Weltergewicht.

## Werdegang
Wladimir Manejew begann im Jahre 1948 mit dem Ringen, wobei er sich auf den griechisch-römischen Stil konzentrierte. Er war Mitglied des Sportvereins Metallurg Nowokuznezk und war ab diesem Zeitpunkt in einem Metallwerk in Nowokuznezk tätig. Später studierte er am Sibirischen Institut für Metallurgie und war danach viele Jahre als Bergbau-Ingenieur in einer Kohlengrube tätig.
Sein erster großer sportlicher Erfolg war der Vize-Meistertitel der Sowjetunion 1952 im Weltergewicht. 1954 wurde er erstmals sowjetischer Meister in dieser Gewichtsklasse und wiederholte diesen Erfolg 1955. In jenen Jahren waren seine Hauptkonkurrenten in der Sowjetunion Schazam Safin, Olympiasieger 1952 und Georgi Chatworjan, der Weltmeister 1953 und Grigori Gamarnik, Weltmeister 1955 im Leichtgewicht.
1955 besiegte er in Länderkämpfen in Leningrad und in Moskau die schwedischen Ringer L. Mansson und Rune Jansson. 1955 wurde er auch bei der Weltmeisterschaft in Karlsruhe im Weltergewicht eingesetzt. Er besiegte in Karlsruhe Miklos Szilvassy, Ungarn, Reinhold Bettschen, Schweiz, Milorad Arsic, Jugoslawien, Wladislaw Sekal, Tschechoslowakei und Anton Mackowiak aus der Bundesrepublik Deutschland und wurde damit Weltmeister.
Im Juli 1956 wurde Wladimir Manejew Sieger beim Welt-Cup in Istanbul. Er bezwang dabei im Weltergewicht Gian-Carlo Palmieri, Italien, Miklos Szilvassy, Mithat Bayrak, Türkei, Mitü Petkoff, Bulgarien und Veikko Rantanen aus Finnland. Im Dezember 1956 nahm er an den Olympischen Spielen in Melbourne teil. Er galt als Favorit und besiegte im Weltergewicht Veikko Rantenen, E. Wandaller, Österreich, Siegfried Schäfer, der für die gesamtdeutsche Mannschaft startete und Per Berlin aus Schweden. Im Finale kämpfte er gegen Mithat Bayrak, den er beim Welt-Cup in Istanbul noch besiegt hatte. Doch dieses Mal siegte Mithat Bayrak nach Punkten und Wladimir Manejew musste mit der Silbermedaille zufrieden sein. 
Ab 1957 wechselte Wladimir Manejew in das Mittelgewicht und später sogar in das Halbschwergewicht, weil er das Gewichtslimit für das Weltergewicht nicht mehr bringen konnte. Er blieb noch bis 1970 aktiver Ringer, kam aber zu keinen Einsätzen bei internationalen Meisterschaften mehr. Er starb schon im Alter von knapp 53 Jahren an einem Herzinfarkt.

## Internationale Erfolge
| Jahr | Platz  | Wettbewerb           | Gewichtsklasse | Ergebnisse |
| 1955 | 1.     | WM in Karlsruhe      | Welter         | nach Siegen über Miklos Szilvassy, Ungarn, Reinhold Bettschen, Schweiz, Milorad Arsic, Jugoslawien, Wladislaw Sekal, Tschechoslowakei und Anton Mackowiak, Bundesrepublik Deutschland |
| 1956 | 1.     | Welt-Cup in Istanbul | Welter         | nach Siegen über Gian-Carlo Palmieri, Italien, Miklos Szilvassy, Mithat Bayrak, Türkei, Mitkü Petkoff, Bulgarien und Veikko Rantanen, Finnland                                        |
| 1956 | Silber | OS in Melbourne      | Welter         | nach Siegen über Veikko Rantanen, E. Wandaller, Österreich, Siegfried Schäfer, Deutschland (DDR) und Per Berlin, Schweden und einer Niederlage gegen Mithat Bayrak                    |

Erläuterungen
- alle Wettkämpfe im griechisch-römischen Stil
- OS = Olympische Spiele, WM = Weltmeisterschaft
- Gewichtsklassen: Weltergewicht, bis 73 kg, Mittelgewicht, bis 79 kg und Halbschwergewicht, bis 87 kg Körpergewicht